# Mozambique tại Thế vận hội
Mozambique đã tham gia 10 Thế vận hội Mùa hè, bắt đầu từ kỳ năm 1980 ở Moskva, Liên Xô. Nước này chưa từng tham dự Thế vận hội Mùa đông.

## Bảng huy chương
| Thế vận hội         | Số VĐV        | Vàng          | Bạc           | Đồng          | Tổng số       | Xếp thứ       |
| 1896–1976           | không tham dự | không tham dự | không tham dự | không tham dự | không tham dự | không tham dự |
| Moskva 1980         | 14            | 0             | 0             | 0             | 0             | –             |
| Los Angeles 1984    | 9             | 0             | 0             | 0             | 0             | –             |
| Seoul 1988          | 8             | 0             | 0             | 0             | 0             | –             |
| Barcelona 1992      | 6             | 0             | 0             | 0             | 0             | –             |
| Atlanta 1996        | 3             | 0             | 0             | 1             | 1             | 71            |
| Sydney 2000         | 5             | 1             | 0             | 0             | 1             | 50            |
| Athens 2004         | 4             | 0             | 0             | 0             | 0             | –             |
| Bắc Kinh 2008       | 5             | 0             | 0             | 0             | 0             | –             |
| Luân Đôn 2012       | 6             | 0             | 0             | 0             | 0             | –             |
| Rio de Janeiro 2016 | 6             | 0             | 0             | 0             | 0             | –             |
| Tokyo 2020          | chưa diễn ra  |               |               |               |               |               |
| Tổng số             | Tổng số       | 1             | 0             | 1             | 2             |               |

### Huy chương theo môn
| Điền kinh | 1 | 0 | 1 | 2 |
| Tổng số   | 1 | 0 | 1 | 2 |

## Các VĐV đoạt huy chương
| Huy chương | Tên VĐV                | Thế vận hội  | Môn thi đấu | Nội dung     |
| ---------- | ---------------------- | ------------ | ----------- | ------------ |
| Đồng       | Maria de Lurdes Mutola | Atlanta 1996 | Điền kinh   | 800 mét (nữ) |
| Vàng       | Maria de Lurdes Mutola | Sydney 2000  | Điền kinh   | 800 mét (nữ) |